# Sherard Osborn
Sherard Osborn (Madras, Índia, 25 d'abril de 1822 - Londres, 6 de maig de 1875) fou un almirall britànic de la Royal Navy i explorador de l'Àrtida.

## Orígens
Nascut a Madras, era fill d'un oficial de l'exèrcit indi. Osborn va entrar a la marina com a voluntari de primera classe el 1837, servint fins al 1844 a bord del Hyacinth, Clio i Volage. El 1838 se li va confiar el comandament d'un canoner per l'atac a Kedah, a la península de Malaca, i va estar present en la reducció de Canton en maig de 1841 i en la captura de Woosung el 1842. Entre 1844 i 1848 va ser company d'artilleria i tinent al HMS Collingwood, el vaixell insígnia de Sir George Francis Seymour a l'oceà Pacífic.

## Exploracions a l'Àrtic
Va tenir un paper destacat en promoure el 1849 una nova expedició de recerca de Sir John Franklin, i el 1850 va ser nomenat pel comandament del vapor Pioneer en una expedició a l'Àrtic d'Horatio Thomas Austin, en el curs de la qual va realitzar (1851) una notable travessia en trineu fins a l'extrem occidental de l'illa del Príncep de Gal·les Va publicar un relat d'aquest viatge, titulat Stray Leaves from an Arctic Journal (1852), i va ser ascendit a comandant poc després.
El gener de 1852 es va casar amb Helen, filla de John Hinksman, de Queen Anne Street, Londres.
En una nova expedició a l'Àrtic, entre 1852 i 1854, sota el comandament de Sir Edward Belcher, hi va prendre part com a comandant del Pioneer. El 1856 va publicar els diaris de Robert McClure, narrant el descobriment del Pas del Nord-oest.

## Altres serveis
A principis de 1855 va ser cridat a files a la Guerra de Crimea com a capità del Vesuvius. Poc després, l'agost de 1855, va ser promogut al Medusa, des d'on comandà l'esquadra del Mar d'Azov, fins al final de la guerra. Per aquests serveis va rebre els títols de Company de l'Orde del Bany (CB), Legió d'honor (4a classe), i la turca orde de Medjidie (4a classe)
Com a capità del Furious va tenir un paper destacat durant la Segona Guerra de l'Opi, alhora que va navegar amb el seu vaixell per les difícils aigües del riu Yangtze fins a Hankow (1858). Va tornar a Anglaterra el 1859 amb la salut malmesa, contribuint a partir d'aquell moment en la redacció d'una sèrie d'articles sobre navegació i temes xinesos a Blackwood's Magazine i va escriure The Career, Last Voyage and Fate of Sir John Franklin (1860).
El 1861 va comandar el Donegal pel golf de Mèxic durant un conflicte que hi hagué allà, i el 1862 comandà un esquadró, l'anomenat "Vampire Fleet", noliejat pel govern xinès per acabar amb la pirateria a la costa de la Xina, però, com que no es compliren les ordres rebudes per part del govern imperial, el seu servei fou suspès.
El 1864 va comandar el Royal Sovereign, mentre el 1865 passà a treballar per la Great Indian Peninsula Railway Company, i dos anys més tard fou director general de la Telegraph Construction & Maintenance Company. A partir de 1869 va ser director de la International Mid-Channel Telegraph Co. Ltd.

## Darrers anys
El 1871 va ser nomenat capità de l'Hercules a la flota del Canal. El 12 de juny 1873 va ser nomenat Almirall.
El seu interès per l'exploració de l'Àrtic mai cessà, i el 1873 va induir a Albert Hastings Markham per dur a terme un viatge estival per tal de fer proves de navegació amb gel amb l'ajuda de vapor. El resultat d'aquest viatge estival va ser l'expedició Àrtica Britànica sota el comandament de Sir George Nares. Va morir a Londres el 6 de maig 1875, pocs dies després que l'expedició hagués salpat.